# Lanová dráha Pisárky – Bohunice
Kabinková visutá lanová dráha Pisárky–Bohunice je uvažovaná dopravní stavba v Brně, záměr diskutovaný od roku 2014. Dráha o délce 1,7 km s převýšením 71 metrů by měla stoupat k univerzitnímu kampusu v Bohunicích ze severu od vozovny Pisárky. Ačkoliv projekt v roce 2022 získal stavební povolení (které bylo zrušeno v roce 2024), jeho další rozvoj byl ve stejné době upozaděn dokončením tramvajové trati do kampusu (vedoucí z opačné, tj. jižní strany) a nedostatkem financí.

## Zamýšlená podoba

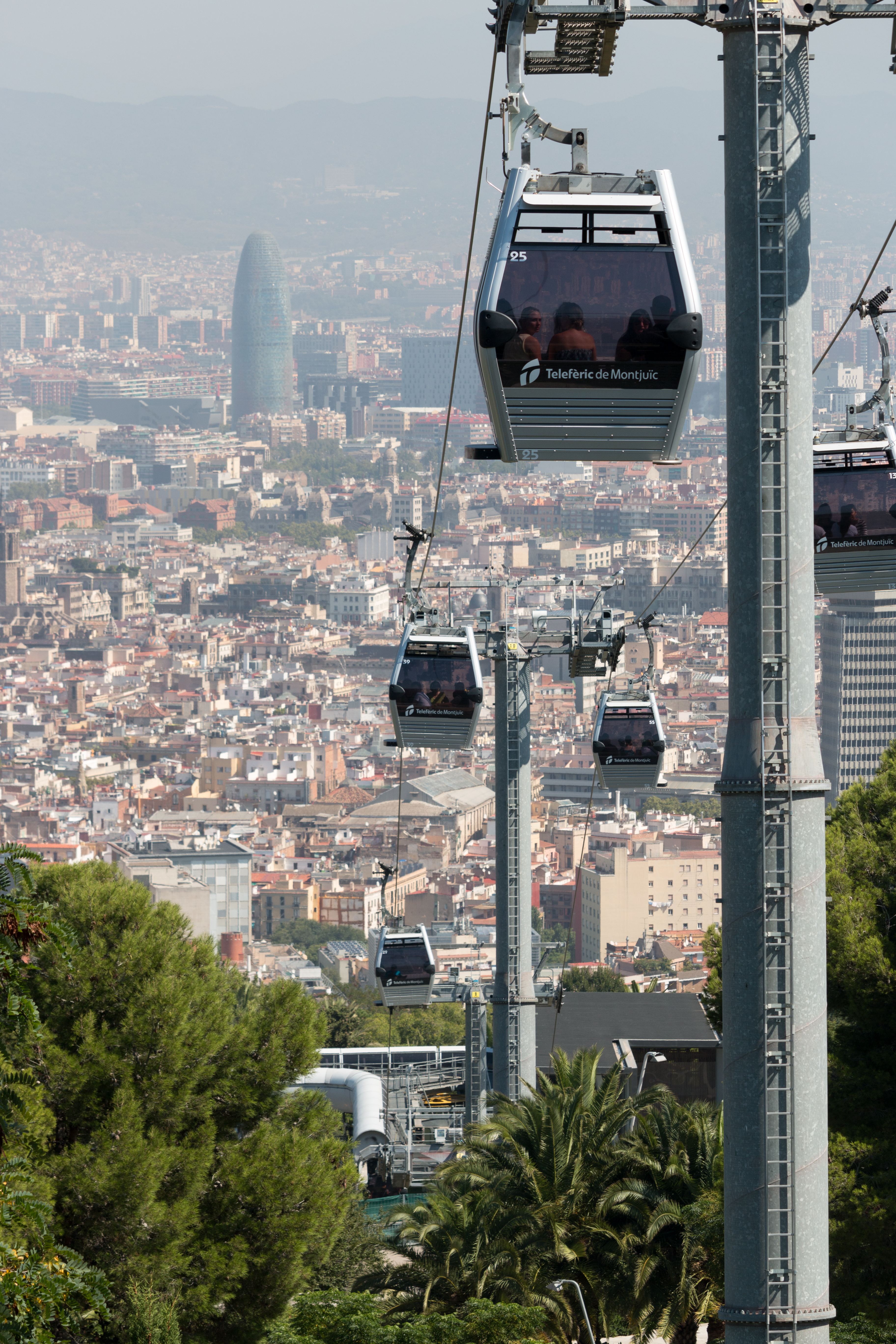
Lanovka na kopec Montjuïc v Barceloně, ke které Roman Onderka svůj záměr připodobnil (budova v pozadí je mrakodrap Torre Glòries)

Podle studie, kterou Dopravní podnik města Brna disponoval již v prosinci 2015, by se nová lanovka stala běžnou součástí sítě brněnské hromadné dopravy. Podle projektu od firmy A Plus (podle jejíchž návrhů se stavěla i většina bohunického kampusu), nehrozí při stavbě žádné průseky lesem a lanovka by měla mít jen tři podpěry, které by byly všechny přístupné po stávajících asfaltových cyklostezkách.
Trasa by měla vést od stávající zastávky Lipová v Pisárkách mezi pavilonem Z brněnského výstaviště a multifunkční halou, plánovanou na místě stávajícího Velodromu, do mezistanice u rekreačního areálu Riviéra. Odtud by stoupala lesem do mezistanice v univerzitním kampusu a zakončena by byla u konečné stanice tramvaje.
Jízda lanovkou by měla trvat čtyři a půl minuty, lanovka by měla mít kapacitu 500 osob za hodinu v každém směru, má mít osmimístné kabinky, interval kabinek by byl individuální podle poptávky, nejmenší možný interval 30 sekund. Provozní doba by byla denně od 5 do 23 hodin. Spoluautor myšlenky Roman Onderka jako vzor uvedl lanovku podobných rozměrů na kopec Montjuïc v Barceloně, která má tři zastávky a jízdní dobu asi 10 minut.

## Historie záměru

### Vznik a zveřejnění nápadu
Podle vyjádření náměstka primátora pro dopravu Roberta Kotziana (ODS) z roku 2014 se o myšlence lanovky mluvilo již zhruba čtyři roky (tedy cca od roku 2010), avšak oficiálně se do té doby nikde neprojednávala.
Veřejně s nápadem přišel dva týdny před komunálními volbami v říjnu 2014 primátor Roman Onderka (ČSSD) společně s ředitelem Dopravního podniku města Brna Milošem Havránkem. Onderka chtěl zajistit dokončení výstavby do konce roku 2018. Opozice se podle iDNES.cz tehdy tomuto bodu v jeho volebním programu vysmála, avšak následně s podobným nápadem přišli právě ti, kteří se zasloužili o Onderkovo sesazení.
Onderkův návrh od počátku počítal s tím, že dopravní napojení kampusu by se řešilo jak tramvajovou tratí, tak i lanovkou – tramvajová trať měla vést ke kampusu od jihu, lanovka od severu.

### První názory
Náměstek Kotzian veřejně označil myšlenku postavit lanovku za dobrou, avšak vyžadoval nejprve seriózní analýzu, která by odpověděla na otázky využitelnosti lanovky – podle něj by její potenciál byl spíše turistický a mohla by sloužit k obsluze areálu veletrhů.
Projektant Jan Chlup z brněnského Ateliéru Chlup, který stojí za lanovkou v Ústí nad Labem, v roce 2014 záměr ocenil jako dobrý nápad, ale doporučil lanovku vybudovat s mezizastávkami a prodloužit co nejblíž k Mendlovu náměstí.
Mluvčí Masarykovy univerzity v prosinci 2015 uvedla, že vedení školy obnovení debat o lanovce vítá.

### Investiční záměr
Stavební záměr v prosinci 2015 oživili primátor Petr Vokřál (ANO) a náměstek pro investice Richard Mrázek (ANO). 15. prosince 2015 rada města schválila zpracování investičního záměru, který má prověřit, zda se lanovka Brnu vyplatí, a která posoudí dopad provozu lanovky na fungování městské dopravy a která varianta lanovky je reálnější.
Uvažovaná lanovka se měla stát součástí investičního záměru na řešení dopravy v okolí brněnského výstaviště a na Mendlově náměstí, Poptávka na zde projíždějící trolejbusové lince 25 se totiž v době akademického roku blížila maximální možné nabídce.
Lanovka se původně měla stát součástí projektu rekonstrukce a zvyšování kapacity pisárecké vozovny, jehož start byl plánován na rok 2016. Na místě pisáreckého areálu dopravního podniku by vznikl nový dopravní terminál. U pisárecké vozovny by vznikla nová tramvajová smyčka náhradou za smyčku na Mendlově náměstí, u Pisáreckého tunelu a sjezdu z dálnice D1 mělo vzniknout další záchytné parkoviště Park and Ride. Podmínkou dotace Evropské unie prý byly „doplňkové druhy dopravy“, což mělo město v úmyslu splnit lanovkou a parkovištěm. Město by lanovku stavělo pouze v případě, když by na ni přispěly fondy Evropské unie.
Podle informací MF Dnes firma Doppelmayr ocenila příslušnou technologii na 160 milionů korun, se zbudováním nástupní a výstupní stanice by pak celková cena za výstavbu lanovky byla 200–250 milionů Kč, zatímco alternativa v podobě prodloužení tramvaje do kampusu byla kalkulována na asi miliardu korun.

### Územně-technická studie
V roce 2017 brněnští radní oživili projekt lanovky ke kampusu, ale setkal se s větší kritikou. Přesto se v roce 2018 zpracovávala územně-technická studie a na konci září roku 2018 započala rekonstrukce vozovny Pisárky právě i s ohledem na tuto studii, která potvrdila jako konečnou stanici lanovky právě Pisárky, konkrétně lokalitu u zastávky Lipová. V srpnu 2020 vysoutěžil DPMB zpracovatele projektové dokumentace lanové dráhy a v únoru 2021 rozhodl Krajský úřad Jihomoravského kraje, že předložený záměr lanovky nemá významný vliv na životní prostředí.
V srpnu 2021, kdy již probíhaly stavební práce na tramvajové trati do kampusu, považoval ředitel dopravního podniku a spoluautor myšlenky Miloš Havránek záměr na stavbu lanovky za stále aktuální. Zahájení stavby předpovídal na konec roku 2022, přičemž jako možnou překážku zmínil vysoké očekávané náklady na stavbu (650 milionů Kč namísto původně uvažovaných 200 milionů). Dokončena měla být v roce 2024.

### Stavební povolení a nedostatek financí
V říjnu 2022 vydal Drážní úřad pro lanovou dráhu stavební povolení, proti němuž bylo podáno 22 téměř totožných odvolání obyvateli rezidenčního areálu na konci ulice Netroufalky, ale i Masarykovou univerzitou, byť ta coby provozovatel kampusu zároveň projekt podporuje.
V prosinci 2022 byla zprovozněna tramvajová trať do kampusu, náklady na její vybudování se vyšplhaly na 1,496 miliardy korun. Aktualizovaný odhad ceny lanové dráhy z Pisárek byl tehdy 900 milionů korun a brněnský radní pro dopravu Petr Kratochvíl tehdy projekt zároveň označil už za „pouze jeden z mnoha“. Z důvodu nemožnosti čerpat na stavbu prostředky z rozpočtu města Brna, dopravního podniku i evropských fondů uvedl Kratochvíl jako jedinou možnost financování výstavby úvěrem. Jako mnohem reálnější variantu však jmenoval odsun projektu na neurčito. Nerealizovatelnost projektu v blízké budoucnosti už tehdy připustil i ředitel dopravního podniku Miloš Havránek.